# Tannerre-en-Puisaye
Tannerre-en-Puisaye é uma comuna francesa na região administrativa de Borgonha-Franco-Condado, no departamento de Yonne. Estende-se por uma área de 28,44 km². Em 2010 a comuna tinha 287 habitantes (densidade: 10,1 hab./km²).